# Johannes Preiser-Kapeller
Johannes Preiser-Kapeller (geboren am 24. August 1977 in Zwettl) ist ein österreichischer Byzantinist, Globalhistoriker und Umwelthistoriker.

## Werdegang
Nach der Matura im Jahr 1995 am Bundesgymnasium Zwettl und anschließendem Wehrdienst studierte Preiser-Kapeller ab 1996 Byzantinistik und Neogräzistik sowie Alte Geschichte und Altertumskunde an der Universität Wien. 2002 erwarb er den Magister in Byzantinistik und Neogräzistik mit einer Diplomarbeit über die oströmisch-byzantinische Verwaltung Armeniens in der Spätantike. Nach dem Studium arbeitete er unter anderem an der Neuherausgabe der Regesten der Kaiserurkunden des frühbyzantinischen Reiches für den Zeitraum von 565 bis 867 und an der Edition des Patriarchatsregisters von Konstantinopel, einer zentralen Quelle zur Kirchengeschichte des 14. Jahrhunderts, mit. 2006 erfolgte die Promotion in Byzantinistik bei Otto Kresten und Werner Seibt mit einer Dissertation zum Episkopat des Patriarchats von Konstantinopel in der Palaiologenzeit (1258–1453), die 2008 im Druck erschien. Im Jahr 2022 habilitierte sich Preiser-Kapeller an der Universität Wien in den Fächern Byzantinistik und Globalgeschichte. Seither ist er Privatdozent.
Preiser-Kapeller ist unbefristeter wissenschaftlicher Mitarbeiter in der Anteilung Byzanzforschung am Institut für Mittelalterforschung der Österreichischen Akademie der Wissenschaften und leitet dort den Forschungsbereich „Byzanz im Kontext“. Er ist Mitherausgeber des Jahrbuchs der Österreichischen Byzantinistik sowie der Reihe Studies in Global Migration History und Mitglied des Advisory Boards des Journal of Historical Network Research sowie der „Climate Change and History Research Initiative“ der Princeton University. Daneben lehrt er regelmäßig an der Universität Wien.
Er ist Autor mehrerer Monographien und Aufsätze und Herausgeber mehrerer Sammelbände. Seine Forschungsschwerpunkte sind die Geschichte und Sozialgeschichte des byzantinischen Reiches und des Mittelmeerraums im Vergleich und in der globalen Verflechtung der mittelalterlichen Welt, historische Netzwerkanalyse, Komplexitätsforschung und historische Migrationsforschung (Spätantike und Frühmittelalter). Des Weiteren beschäftigt er sich mit der Umwelt- und Klimageschichte des Mittelalters und der Geschichte der mittelalterlichen Kaukasusregion. Seine Monographie „Jenseits von Rom und Karl dem Großen. Aspekte der globalen Verflechtung in der langen Spätantike, 300–800 n. Chr.“ wurde von der Jury der Zeitschrift Damals unter die besten historischen Bücher des Jahres 2018 (3. Platz in Kategorie „Überblick“) gewählt und auf die Longlist 2019 des Wissenschaftsbuches des Jahres in Österreich gesetzt.
Er ist auch regelmäßig in der populären Wissensvermittlung an Erwachsene und Kinder (im Rahmen der Wiener Volkshochschulen oder der Kinderuniversität Wien) tätig und wurde 2012 für sein Engagement in der Öffentlichkeitsarbeit, insbesondere im Bereich Wissenschaftserziehung, mit dem Werner-Welzig-Preis der Österreichischen Akademie der Wissenschaften ausgezeichnet.

## Schriften (Auswahl)

### Monographien
- Der Episkopat im späten Byzanz. Ein Verzeichnis der Metropoliten und Bischöfe des Patriarchats von Konstantinopel in der Zeit von 1204 bis 1453. Saarbrücken 2008, ISBN 978-3-8364-8786-3.
- Jenseits von Rom und Karl dem Großen. Aspekte der globalen Verflechtung in der langen Spätantike, 300-800 n. Chr. Wien 2018, ISBN 978-3-85476-554-7 (online Liste der Rezensionen).
- Die erste Ernte und der große Hunger. Klima, Pandemien und der Wandel der Alten Welt bis 500 n. Chr. Wien 2021, ISBN 978-3-85476-961-3.
- Der Lange Sommer und die Kleine Eiszeit. Klima, Pandemien und der Wandel der Alten Welt von 500 bis 1500 n. Chr. Wien 2021, ISBN 978-3-85476-889-0.
- Byzanz. Das Neue Rom und die Welt des Mittelalters. München 2023, ISBN 978-3-406-80680-3.

### Herausgegebene Bände
- mit Werner Seibt (Hrsg.): Die Entstehung der kaukasischen Alphabete als kulturhistorisches Phänomen. The Creation of the Caucasian Alphabets as Phenomenon of Cultural History. Wien 2011, ISBN 978-3-7001-7088-4 (online).
- mit Falko Daim (Hrsg.): Harbours and Maritime Networks as Complex Adaptive Systems. Mainz 2015, ISBN 978-3-7954-3040-5.
- mit Christian Gastgeber, Ekaterini Mitsiou, Vratislav Zervan (Hrsg.): The Patriarchate of Constantinople in Context and Comparison. Wien 2017, ISBN 978-3-7001-7973-3.
- mit Lucian Reinfandt und Yannis Stouraitis (Hrsg.): Migration Histories of the Medieval Afroeurasian Transition Zone. Aspects of mobility between Africa, Asia and Europe, 300-1500 C.E. Leiden, Boston 2020, ISBN 978-90-04-38249-7, (online).
- mit Adam Izdebski (Hrsg.): A Companion to the Environmental History of Byzantium. Leiden, Boston 2024, ISBN 978-90-04-68928-2.

### Ausgewählte Aufsätze
- mit Elena Xoplaki u. a.: Modelling Climate and Societal Resilience in the Eastern Mediterranean in the Last Millennium. In: Human Ecology 46, 2018, S. 363–379 (online).
- mit Ekaterini Mitsiou: The Little Ice Age and Byzantium within the Eastern Mediterranean, ca. 1200–1350: An Essay on Old Debates and New Scenarios, in: Martin Bauch, Gerrit Jasper Schenk (Hrsg.): The Crisis of the 14th Century: Teleconnections between  Environmental and Societal Change?. Berlin, Boston 2019, S. 190–220 (doi:10.1515/9783110660784-010).
- Early Medieval Migration and Mobility, 4th-9th centuries, in: Erik Hermans (Hrsg.): The Encyclopedia of the Global Middle Ages, 2019 (online).
- Restless skies at the turn of the first Millennium AD. Climate fluctuations, astronomic phenomena and socio-political turbulences in 10th and 11th century Byzantium and Japan in comparative perspective. In: De Medio Aevo 13/1, 2024, S. 1–27 (doi: 10.5209/dmae.92793).